# Insel (Altmark)
Insel (Altmark) este o comună din landul Saxonia-Anhalt, Germania.